# USS Doris Miller (CVN-81)
«Доріс Міллер» (англ. USS Doris Miller (CVN-81)) — планований американський авіаносець типу «Джеральд Р. Форд», що має змінити авіаносці класу «Німіц». 
Свою назву отримав на честь Доріса Міллера - американського моряка, учасника Другої світової війни, першого афроамериканця, який отримав Військово-морський хрест.

## Історія створення
Закладка судна запланована на січень 2026 року на верфі Newport News Shipbuilding, Спуска на воду - на жовтень 2029 року. 
Авіаносець має вступити у стрій у 2032 році.

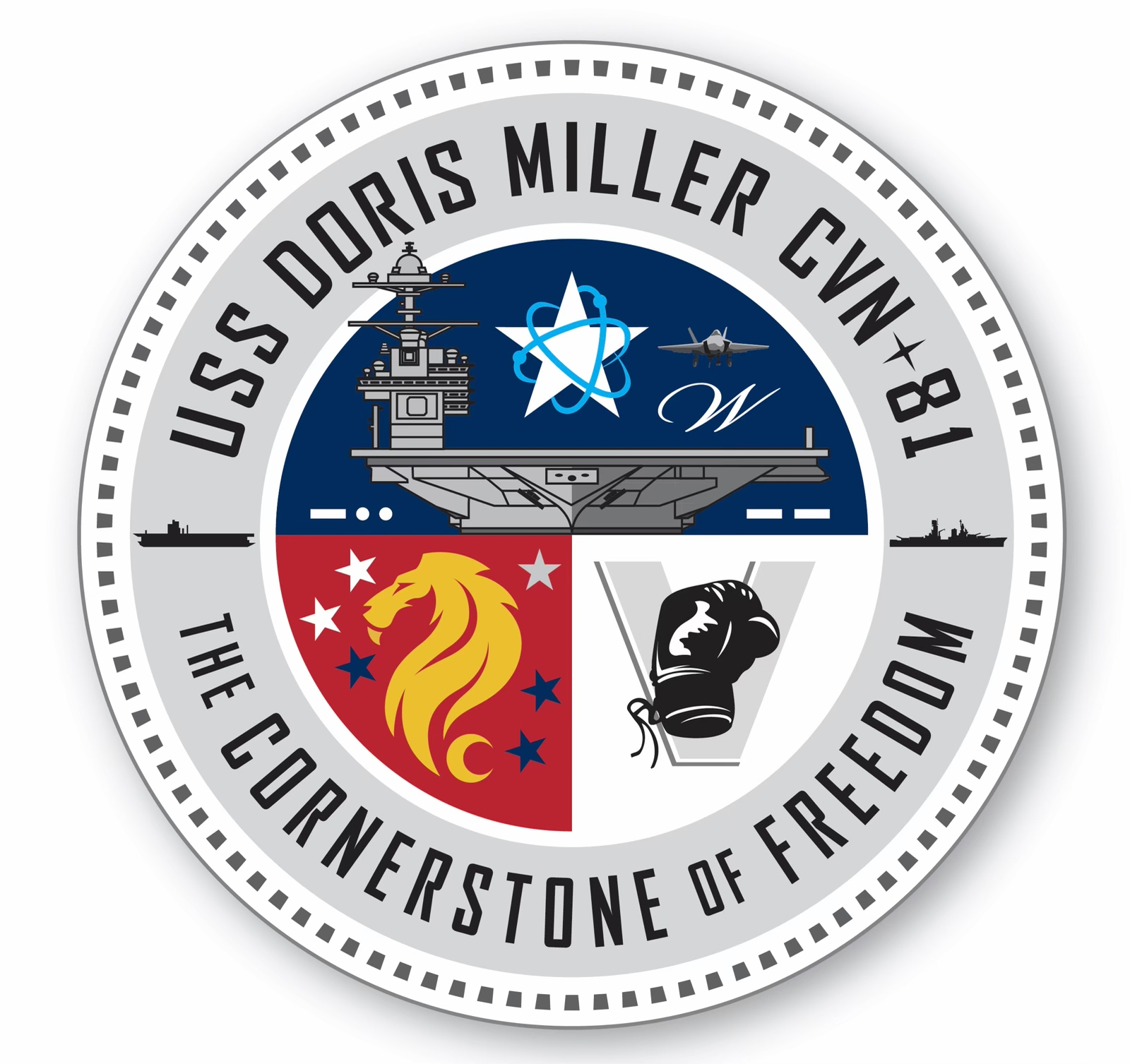